# Lao Lishi
Lao Lishi (n. 12 decembrie 1987, Zhanjiang⁠(d), Republica Populară Chineză) este o săritoare în apă ce a reprezentat Republica Populară Chineză, medaliată olimpică. A participat la o ediție a Jocurilor Olimpice (2004) în care a câștigat o medalie de aur și o medalie de argint.